# Siemkowice (gmina)

Nieoficjalny symbol gminy

Siemkowice – gmina wiejska w województwie łódzkim, w powiecie pajęczańskim. W latach 1975–1998 gmina położona była w województwie sieradzkim.
Siedziba gminy to Siemkowice.
Według danych z 31 grudnia 2007 gminę zamieszkiwały 4993 osoby. Natomiast według danych z 31 grudnia 2019 roku gminę zamieszkiwały 4773 osoby.

## Struktura powierzchni
Według danych z roku 2007 gmina Siemkowice ma obszar 98,40 km², w tym:
- użytki rolne: 68%
- użytki leśne: 29%.

Gmina stanowi 12,24% powierzchni powiatu pajęczańskiego.

## Rezerwaty przyrody
Na terenie gminy znajduje się rezerwat przyrody Mokry Las chroniący ekosystemy lasów wilgotnych z udziałem jodły.

## Demografia

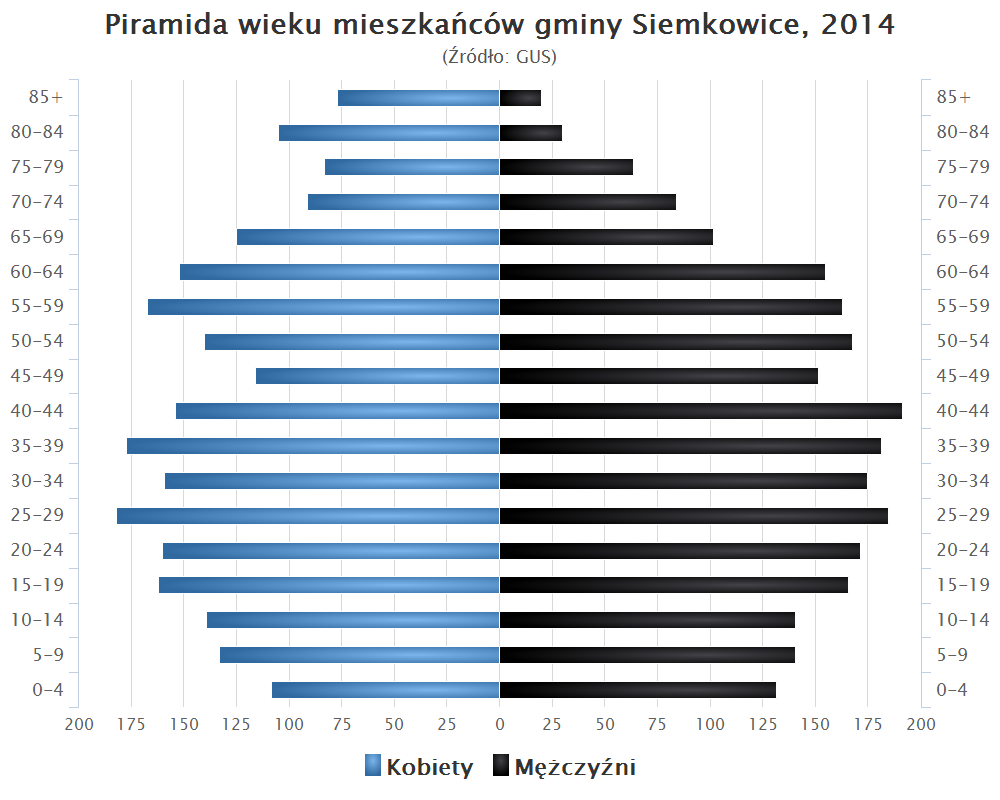
Piramida wieku mieszkańców gminy Siemkowice w 2014 roku

Dane z 31 grudnia 2007:
| Opis                              | Ogółem | Ogółem | Kobiety | Kobiety | Mężczyźni | Mężczyźni |
| --------------------------------- | ------ | ------ | ------- | ------- | --------- | --------- |
| jednostka                         | osób   | %      | osób    | %       | osób      | %         |
| populacja                         | 4993   | 100    | 2491    | 49,9    | 2502      | 50,1      |
| gęstość zaludnienia (mieszk./km²) | 51     | 51     | 25      | 25      | 25        | 25        |

## Sołectwa
Borki, Delfina, Ignaców, Katarzynopole, Kije, Kolonia Lipnik, Laski, Lipnik, Łukomierz, Mokre, Ożegów, Pieńki, Radoszewice, Siemkowice, Zmyślona.

## Pozostałe miejscowości

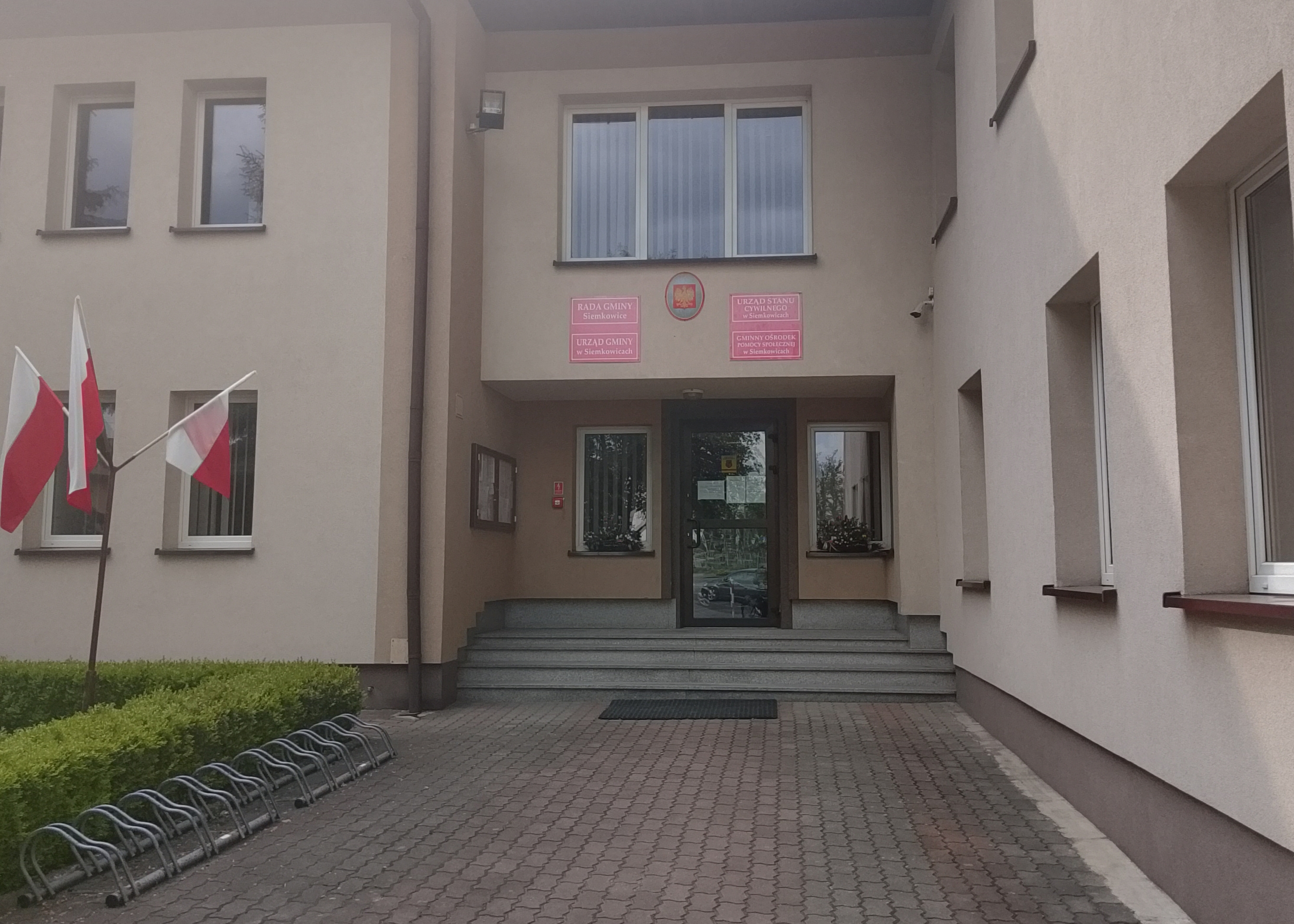
Urząd Gminy Siemkowice

Bugaj Lipnicki, Bugaj Radoszewicki, Marchewki, Mazaniec, Miedźno, Mierzanów, Miętno, Młynki, Papierek, Pieńki Laskowskie, Smolarnia, Tądle.

## Sąsiednie gminy
Działoszyn, Kiełczygłów, Osjaków, Pajęczno, Wierzchlas